# Євбуляк
Євбуля́к (рос. Евбуляк, башк. Яубүләк) — присілок у складі Аскінського району Башкортостану, Росія. Адміністративний центр Євбуляцької сільської ради.
Населення — 86 осіб (2010; 101 у 2002).
Національний склад:
- башкири — 46 %
- росіяни — 41 %